# Ion Ioniță (Radsportler)
Ion Ioniță (* 14. Juli 1928 in Constanța) ist ein ehemaliger rumänischer Radrennfahrer und nationaler Meister im Radsport.

## Sportliche Laufbahn
Ioniță war Teilnehmer der Olympischen Sommerspiele 1952 in Helsinki. Dort startete er im 1000-Meter-Zeitfahren und belegte beim Sieg von Russell Mockridge den 6. Platz. Er startete auch im Sprint.
Bei den Olympischen Sommerspielen 1960 in Rom startete er erneut im Zeitfahren und belegte beim Sieg von Sante Gaiardoni den 12. Platz.
1951 wurde er nationaler Meister im Punktefahren und im 1000-Meter-Zeitfahren.